# هوغو بينا
هوغو بينا (16 فبراير 1984 بلشبونة في البرتغال - ) هو لاعب كرة قدم برتغالي في مركز الوسط. لعب مع أتليتيكو كلوب دي برتغال ومافرا ونادي ريبيراو ونادي غوادالاخارا ونادي قرطبة ويو دي ليريا وS.C.U. Torreense ‏ وأورينتال دي لشبونة ‏ وديبورتيفا دي لوسادا ‏ وC.D. Olivais e Moscavide ‏.

## وصلات خارجية
- هوغو بينا على موقع قاعدة بيانات كرة القدم.إي يو (الإنجليزية)
- هوغو بينا على موقع Soccerway.com (الإنجليزية)